# Вторая война за независимость Шотландии
Вторая война за независимость Шотландии (англ. Second War of Scottish Independence; 1332—1357) — второй из серии конфликтов между Англией и Шотландией. Он начался из-за проблем, связанных с первой войной. Эдуард Баллиоль, опираясь на поддержку Англии, потребовал возвращения своих родовых владений, получил отказ, вторгся в Шотландию с английской армией и захватил престол (1332). Правивший до этого Давид II бежал во Францию, но многие его сторонники продолжили борьбу. В 1334 году уже Эдуарду пришлось бежать в Англию; годом позже он вернулся, но в 1336 году был окончательно лишён короны. Война продолжалась и после этого, хотя англичане начали боевые действия ещё и на континенте, против Франции. В битве при Невиллс-Кроссе в 1346 году Давид II попал в плен. Мир наступил в 1357 году, после подписания Бервикского договора: Эдуард Баллиоль отказался от своих претензий, а Давид получил свободу и корону в обмен на выкуп.

## Ход войны
Нортгемптонский договор 1328 года, которым англичане признали независимость Шотландии, оставил английское общество крайне недовольным. К тому же группа баронов, поддержавших в конфликте Англию, потеряла свои владения на севере и теперь считала себя обделённой. Одним из этих баронов был Эдуард Баллиоль, сын шотландского короля Джона. При поддержке короля Англии Эдуард потребовал возвращения своих родовых владений, но получил отказ. Тогда он двинулся в Шотландию во главе небольшого войска, насчитывавшего несколько сотен человек (1332). Формально два королевства оставались в состоянии мира, и Эдуард III сделал вид, что непричастен к авантюре Баллиоля.
«Обездоленные» под командованием Генри Бомонта высадились в Кингхорне (Файф) 6 августа. Они разбили армию Давида II при Кингхорне и при Даплин-Муре благодаря тактике, которую англичане использовали позже во время Столетней войны, со спешившимися рыцарями в центре и лучниками по флангам. Баллиоль возложил на себя корону Шотландии сначала в Перте, а затем в Скуне. «Страж Шотландии» сэр Арчибальд Дуглас заключил с ним перемирие, заявив, что истинного короля должен выбрать парламент. Баллиоль, уверенный в своей победе, распустил большую часть своих английских сторонников, официально признал, что Шотландия всегда была леном Англии, пообещал Эдуарду III верную службу и территориальные уступки. Однако в декабре того же года Дуглас напал на Баллиоля в Аннане и перебил большую часть его людей. Сам король смог бежать в Англию.
В апреле 1333 года Баллиоль вернулся в Шотландию с большой английской армией, которой командовал сам Эдуард III. Дуглас пришёл на помощь осаждённому Берику, но потерпел поражение и погиб в битве при Халидон-Хилле. Берик сдался, большая часть Шотландии была оккупирована англичанами. Баллиоль вернулся на престол и в благодарность за помощь передал Англии всю южную часть королевства. Давид II и его мать сначала укрылись в Дамбартоне, а в мае 1334 года переправились во Францию, создав «правительство в изгнании» в замке Шато-Гайар в Нормандии. Король Франции Филипп VI заявил, что любой договор между ним и королём Англии должен включать в себя пункт о судьбе изгнанного шотландского монарха.
В отсутствие Давида его сторонники продолжали борьбу, так что в конце 1334 года Баллиолю пришлось бежать в Англию. Эдуард III вторгался в Шотландию в ноябре 1334 и в июле 1335 года, но заметных успехов добиться не смог: его противник придерживался партизанской тактики, избегая больших сражений. Сэр Эндрю де Морей, избранный очередным «Стражем», заключил перемирие с англичанами до апреля 1336 года, и начались переговоры при посредничестве французских и папских эмиссаров. Шотландцы согласились признать немолодого и бездетного Эдуарда Баллиоля королём при условии, что Давид II станет его наследником. Однако Давид II отклонил эти условия. В мае 1336 года в Шотландию вторглись сразу три английские армии, опустошившие существенную часть страны. Филипп VI Французский в ответ объявил, что считает своим долгом оказание помощи Шотландии всеми силами, и пригрозил высадкой в Англии. Эдуард III вскоре вернулся в своё королевство, а шотландцы начали ответные рейды.
К концу 1336 года сторонники Давида II контролировали практически всю страну. Поскольку Эдуард III в 1337 году объявил себя королём Франции и высадился на континенте, Шотландия получила передышку. Давид II в середине 1341 года вернулся в своё королевство и сразу предпринял рейд в Англию. В 1346 году он снова двинулся на юг, чтобы помочь французам, терпевшим поражения в Столетней войне. 14 октября в битве при Невиллс-Кроссе шотландцы были разбиты, Давид попал в плен. 11 лет он провёл в Тауэре, пока Шотландией правил его племянник Роберт Стюарт. Эдуард Баллиоль вернулся в Шотландию с небольшим отрядом в последней попытке отвоевать корону, но смог установить контроль только над частью Голлоуэя. В 1356 году он отказался от претензий на трон, а в 1361 году умер бездетным.
В 1357 году был заключён Берикский мир, по которому шотландцы согласились выплатить за Давида II в течение 10 лет огромный выкуп в 100 тысяч мерков. В 1369 году было заключено 25-летнее перемирие.
Результатом войны стало подтверждение независимости Шотландии. В 1603 году две страны были объединены в рамках личной унии, в 1707 году они стали единым королевством.

## В художественной литературе
Вальтер Скотт описал один из эпизодов войны в пьесе «Хэлидон Хилл» (1822).